# توماس سانشيز (عسكري)
توماس سانشيز (بالإسبانية: Tomás Sánchez de la Barrera) هو عسكري مكسيكي، ولد في 4 يونيو 1709، وتوفي في 21 يناير 1796 في لاريدو.

## معرض صور

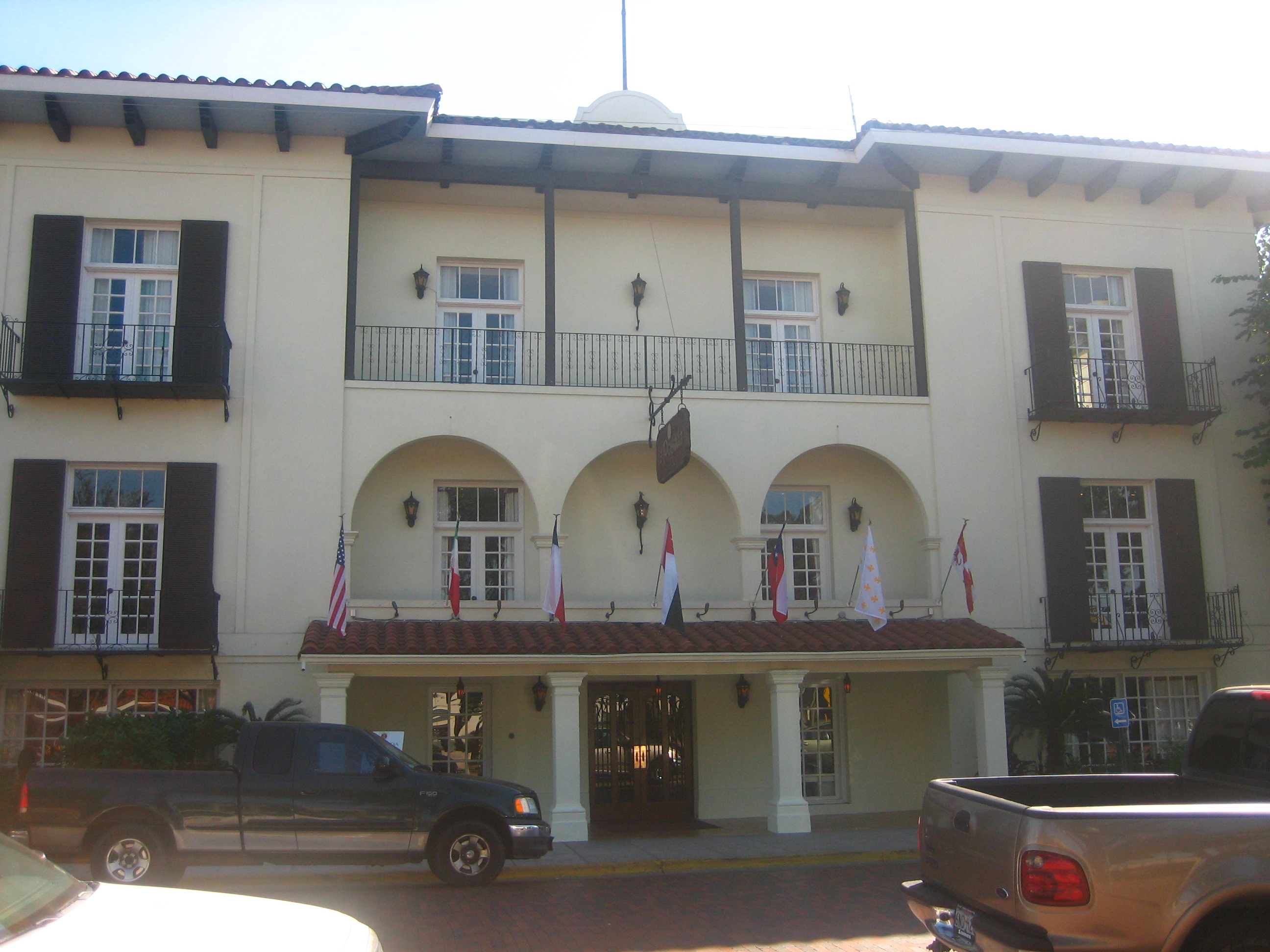
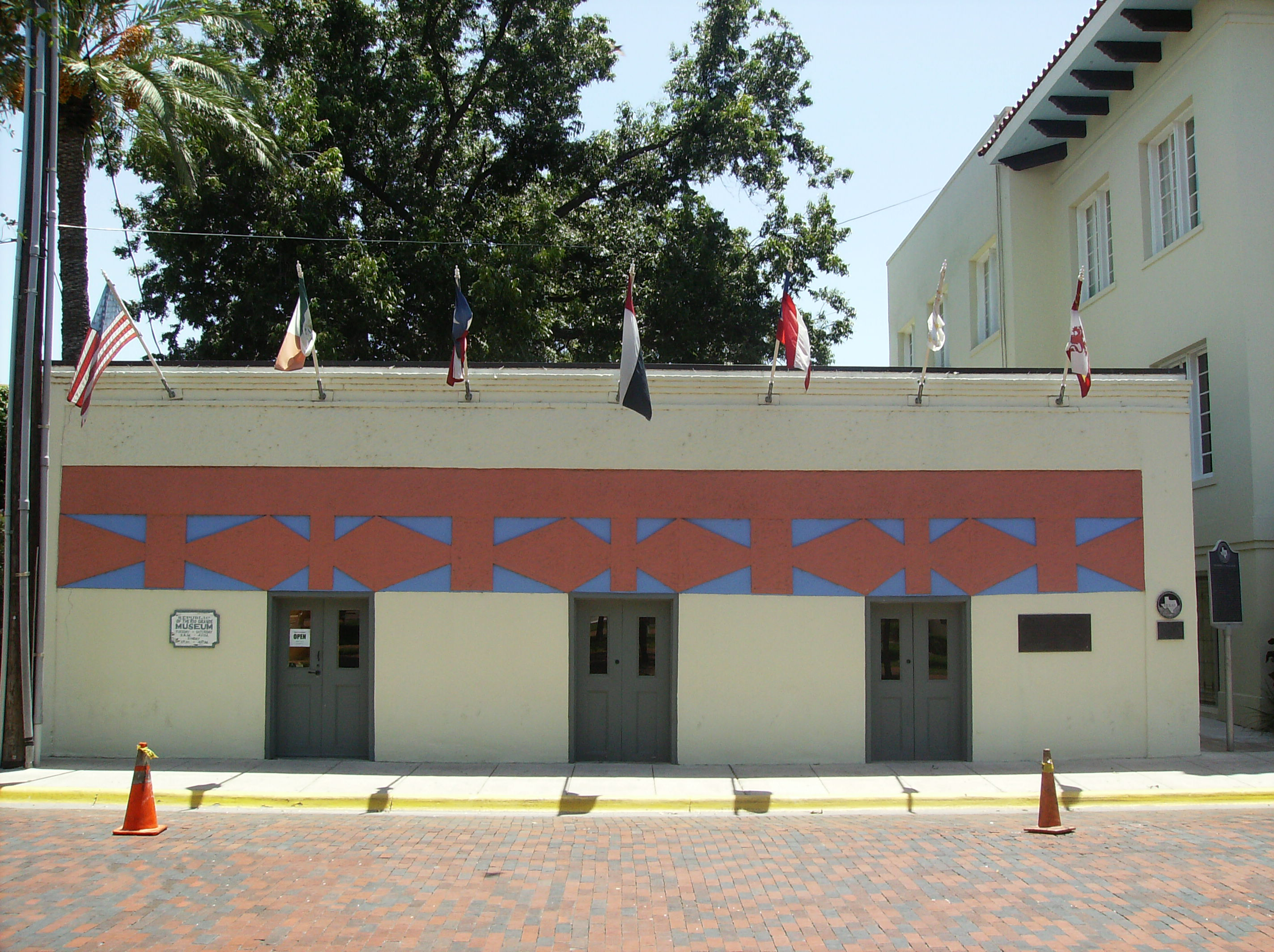
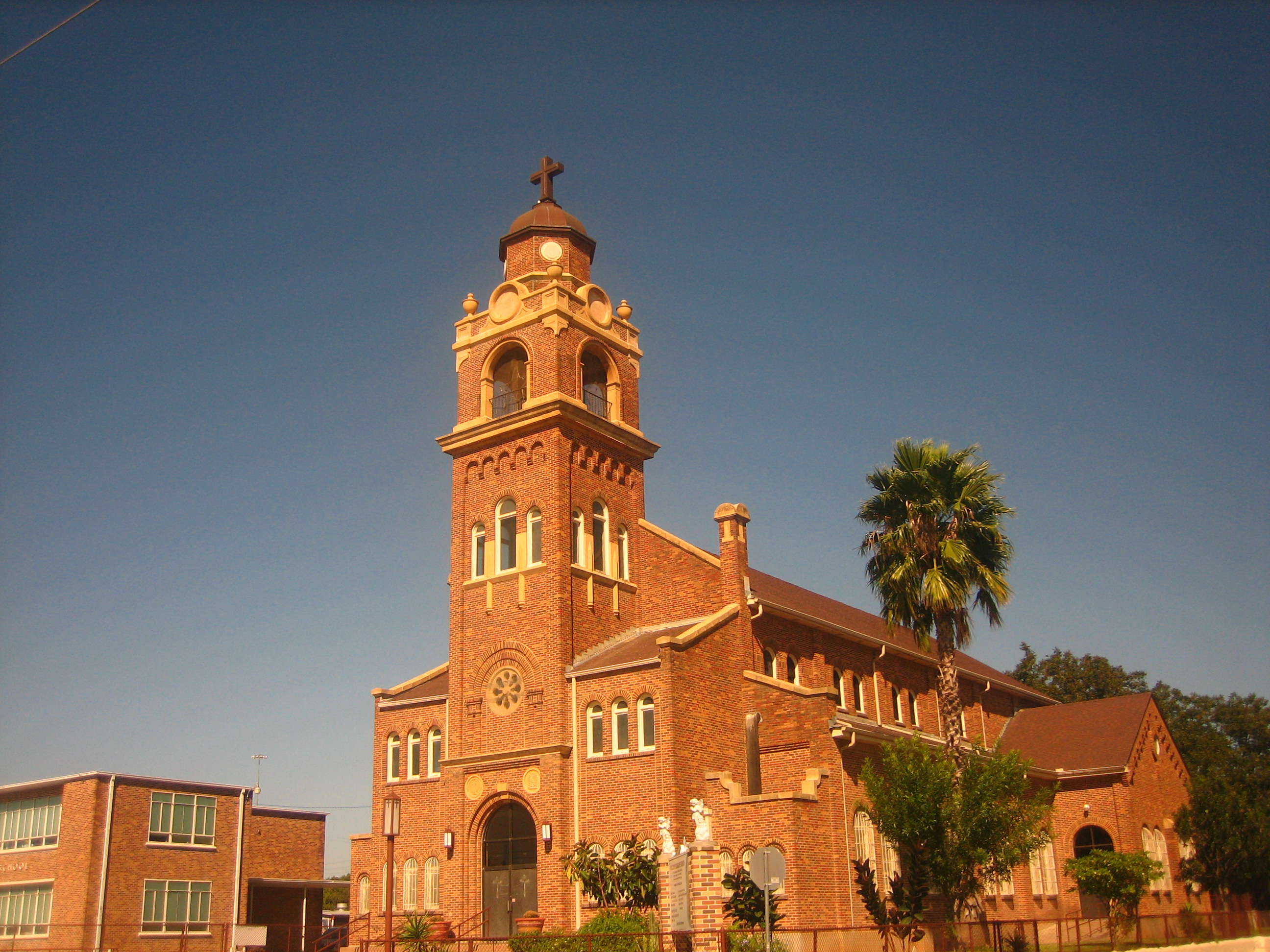